# Carolina Pascual

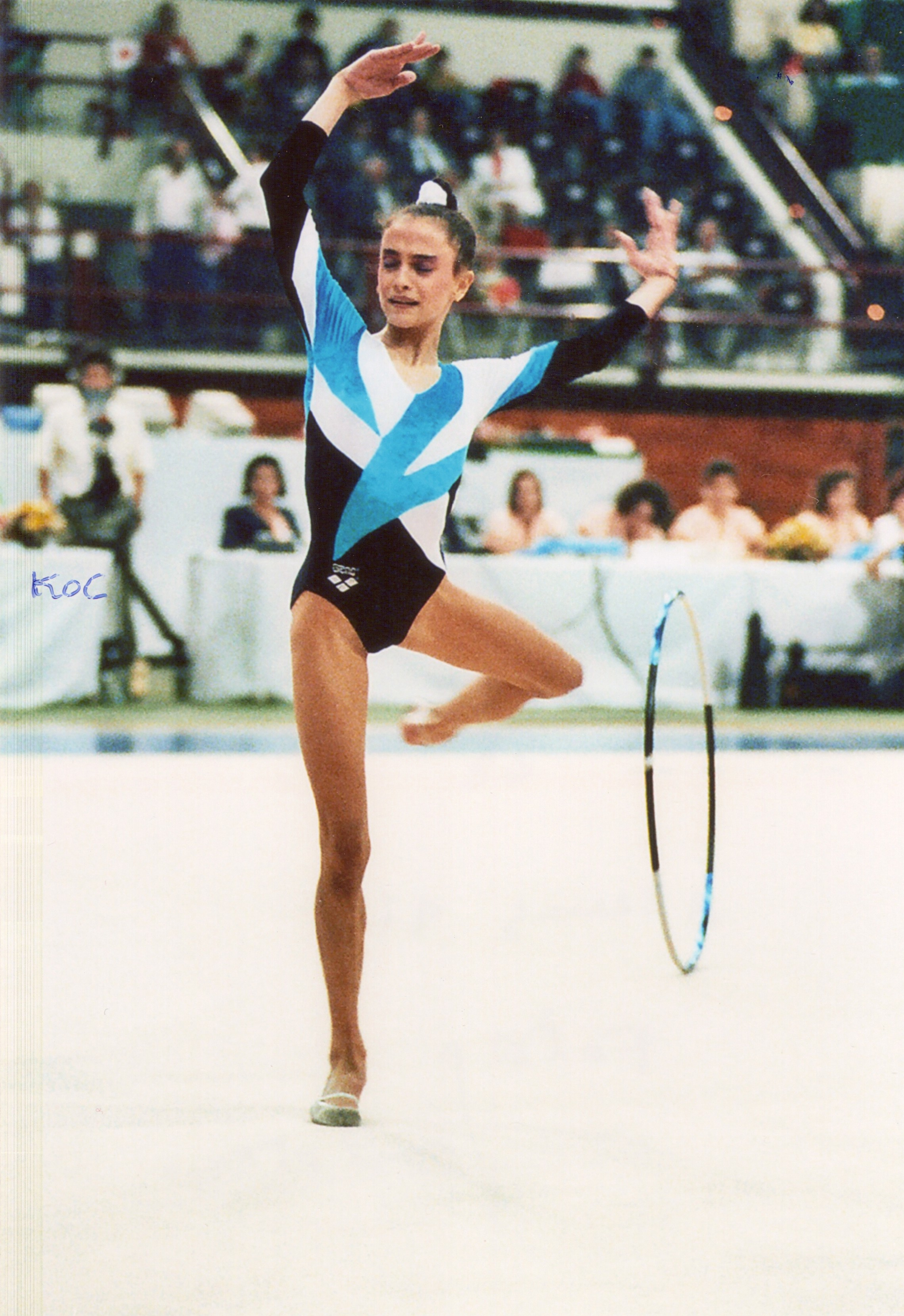
Carolina Pascual no Mundial de Atenas (1991)

Carolina Pascual (Nascida em 17 de junho de 1976, Orihuela, Alicante) é uma ex-ginasta rítmica espanhola, medalha de prata nos Jogos Olímpicos de Barcelona.

## Biografia desportiva
Começou a praticar a ginástica rítmica com sete anos, quando sua professora de balé, atividade que realizava desde os quatro anos, disse-lhe que tinha qualidades para esse esporte. Desde então, passou a treinar na Escola de Competição de Múrcia e mais tarde no Clube Atlético Montemar de Alicante, clube do qual surgiram outras ginastas espanholas muito importantes como Marta Baldó ou Estela Giménez. Com dez anos de idade, a Rússia ofereceu-lhe a nacionalidade para que competisse por ela, proposta que Carolina rejeitou.
Sua primeira medalha foi conquistada para a Seleção Nacional de Ginástica Rítmica da Espanha no Campeonato Europeu de Gotenborg em 1990, ao conseguir o bronze por equipes juntamente com Noelia Fernández e Mónica Ferrández. Na mesma competição foi 12ª no concurso geral individual, 7ª em corda e 8ª em cinta. Em junho de 1991, na final da Copa da Europa, celebrada esse ano em Bruxelas, foi 7ª no concurso geral e 4ª na final de corda; Em outubro, no Campeonato do Mundo de Atenas, Carolina Pascual só pode ser 15ª no concurso geral, ainda que tenha conseguido o bronze por equipes em conjunto com Carmen Acedo e Mónica Ferrández, e a 5ª em pelota.
Em junho de 1992, no Campeonato Europeu de Stuttgart, foi bronze por equipes junto as suas companheiras Carmen Acedo e Rosabel Espinosa. Também ficou em 11ª no concurso geral. 8ª na final de pelota e 4ª na corda. Com apenas dezesseis anos, em 8 de agosto de 1992, Carolina conquistou a prata na especialidade de ginástica rítmica nas Olimpíada de Barcelona. Subiu ao pódio que estava muito tenso com a presença das potências rivais procedentes da Ucrânia e da Bulgária. Contou com o apoio de um público que encheu o Palácio dos Esportes de Barcelona, lugar onde se disputou a final. Só a ucraniana Alexandra Timoshenko pode superá-la na classificação. Treinou durante oito horas diárias nos dois meses anteriores aos Jogos Olímpicos de Barcelona com Emilia Boneva.
Uma lesão pouco antes do Campeonato Mundial de Ginástica Rítmica de 1992, que seria celebrado em novembro em Bruxelas fez com que não pudesse participar do mesmo.
Em junho de 1983 celebrou-se a Copa da Europa em Málaga, onde Pascual conseguiu a medalha de prata na final de maças e a de bronze na final do concurso geral individual como na cinta, além do 6º lugar em pelota e em aro. Em novembro, ocorreu o Campeonato Mundial de Alicante. Carolina conseguiu nesta competição a medalha de prata na final de maças, só superada por sua colega de equipe Carmen Acedo. Ainda obteve o 4º lugar por equipes, o 7º no concurso geral individual, o  4º em cinta, o 8º em pelota e o 5º em aro.

### Retirada da ginástica rítmica
Carolina Pascual se retirou da ginástica rítmica em 1993, depois do Campeonato Mundial de Alicante, porque pensou que era o momento de dedicar-se aos seus estudos e à sua família. Carolina possui uma rotunda com seu nome na cidade de Alicante. Também dá nome a um parque, desde 2012, uma rua em Orihuela.
Posteriormente tirou o título de Treinadora Nacional de Ginástica Rítmica e se dedicou ao treinamento profissionais de ginastas de competição em diversos lugares, como a Escola Municipal de Orihuela, a de Vega ou o Clube Atlético Montemar de Alicante. Também tem o título de Treinadora Nacional de Aeróbica, além de ter se formado no fitness, hidroginástica para gestantes e ginástica para a terceira idade. Além disso, estudou um ano de dramaturgia. Após compartilhar a casa com seus pais em Orihuela, mudou-se para Madrid em 2012, onde vive atualmente . Em 2015 trabalha em um ginásio de Madrid e como juíza rítmica.

## Realizações desportivas

### Seleção espanhola

#### Individual sênior

##### 1990
- Campeonato Europeu de Gotenborg:
  - Bronze por equipes
  - 15ª. no concurso geral
  - 5ª. em pelota

##### 1991
- Final da Copa da Europa em Bruxelas:
  - Bronze por equipes
  - 11ª. no concurso geral
  - 8ª. em pelota
  - 4ª. em corda

##### 1992
- Campeonato Europeu de Sttugart:
  - Bronze por equipes
  - 11ª. no concurso geral
  - 8ª. em pelota
  - 4ª. em corda
- Jogos Olímpicos de Barcelona;
  - 3º. lugar nas preliminares
  - Prata na final e diploma olímpico

##### 1993
- Final da Copa da Europa em Málaga:
  - Bronze no concurso geral
  - Prata nas maças
  - Bronze em cinta
  - 6ª. em pelota
  - 6ª. em aro
- Campeonato Mundial de Alicante:
  - 4º lugar por equipes
  - 7.ª em concurso geral
  - 4.ª em cinta
  - Prata nas maças
  - 8.ª em pelota
  - 5.ª em aro

## Preços, reconhecimentos e distinções
- Prêmio Importantes de Información 1990 do mês de novembro do Diario Información (1991) [4];
- Medalha de Ouro da Generalidad Valenciana ao Mérito Desportivo (1992) [5];
- Prêmio Importantes de Información 1992 do mês de agosto, outorgado pelo Diario Información (1993) [6]
- Melhor Esportista Feminina de 1993 nos Premios Deportivos Provenciales de la Diputación de Alicante (1994) [7];
- Homenagem na Gala Anual da Real Federación Española de Gimnasia (2006) [8];
- Premiada, juntamente com os medalhistas olímpicos espanhóis, na Gala do Centenário do COE (2012) [9][10][11][12]